# Basse-Rentgen
Basse-Rentgen è un comune francese di 370 abitanti situato nel dipartimento della Mosella nella regione del Grand Est.

## Società

### Evoluzione demografica
Abitanti censiti